# Luis Moya Blanco
Pour les articles homonymes, voir Blanco.
Luis Moya Blanco, né à Madrid le 10 juin 1904 et mort dans la même ville le 25 janvier 1990, est un architecte espagnol et académicien de l'Académie royale des Beaux-Arts Saint-Ferdinand depuis 1953.

## Biographie

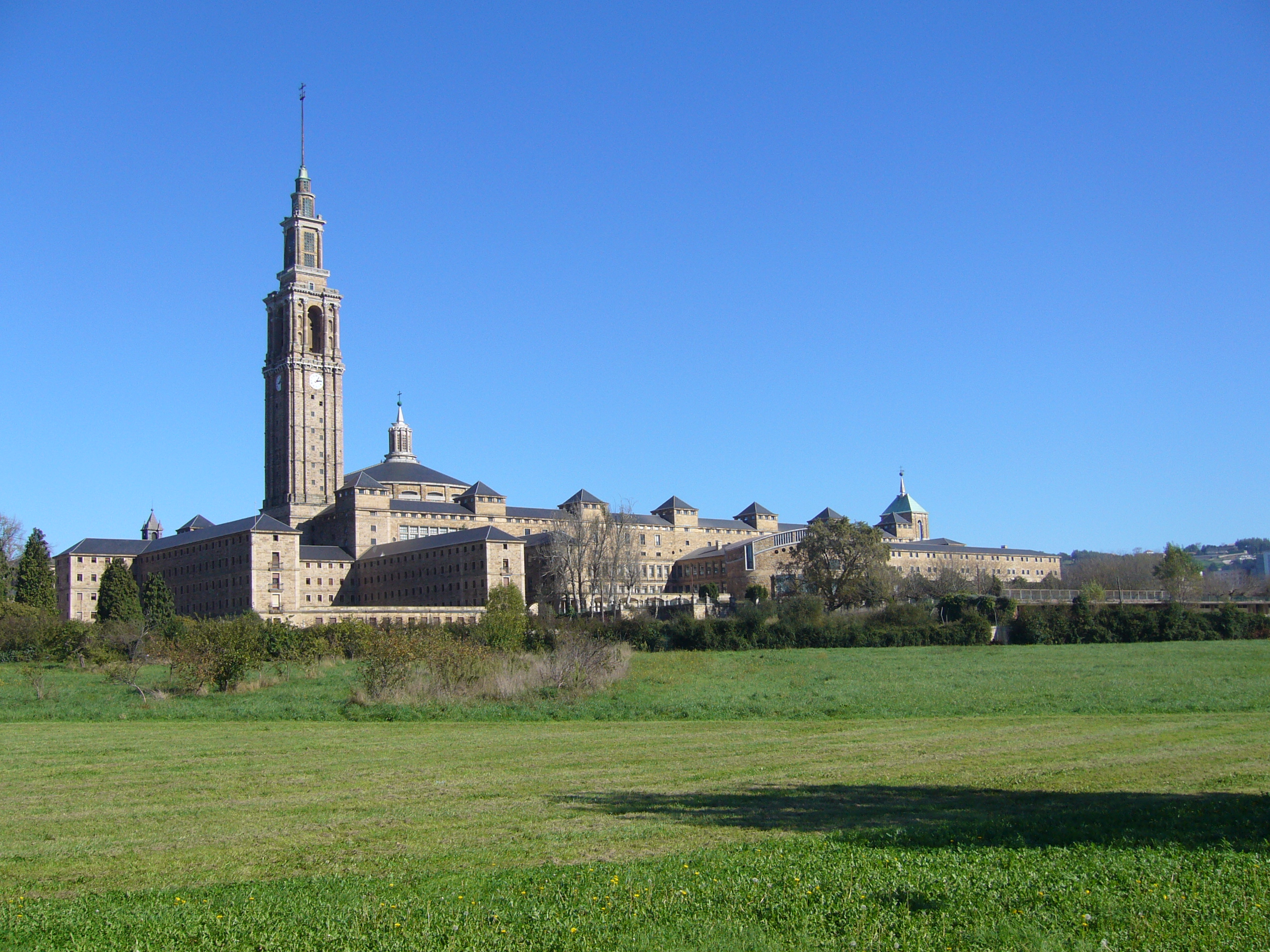
Universidad Laboral de Gijón.

Luis Moya Blanco, fils de l'ingénieur civil Luis Moya Idígoras (es) et neveu de l'architecte Juan Moya Idígoras (es), né et vit à Madrid. Il étudie au lycée du Colegio del Pilar, puis l'architecture à l'École technique supérieure d'architecture de Madrid (ETSAM), obtenant le diplôme d'architecte en 1927. Plus tard à l'ETSAM, il devient professeur, directeur et tenant d'une chaire universitaire. Il est également professeur d'université à la École technique supérieure de Navarre (es) et enseigne à certains des principaux architectes espagnols du XXe siècle, parmi lesquels se distinguent Miguel Fisac et Fernando de Higueras.
Luis Moya Blanco travaille comme enseignant, chercheur, professeur d'université et architecte professionnel, il est l'auteur de nombreuses œuvres construites à Madrid et dans de nombreuses autres villes espagnoles, que ce soit des bâtiments, des plans urbains ou de nouvelles conceptions pour les zones urbaines,,,. Ses recherches lui permettent de réaliser de nombreuses publications et écrits. Il n'hésite pas à aller vivre pendant plusieurs  mois à côté du chantier de l'Universidad Laboral de Gijón (es) lors de la construction des bâtiments du laboratoire et du toit voûté de l'église.
Pendant sa carrière, il se distingue par l'utilisation de la brique et par son traitement de l'espace, souvent basé sur les possibilités de la technique de la voûte en tuiles, sur laquelle il écrit plusieurs traités. Il est l'auteur de multiples édifices,l l'Universidad Laboral de Gijón est l'une des principales œuvres réalisées en Espagne au cours de la seconde moitié du XXe siècle.
Ses projets appelés sueños arquitectónicos (« rêves architecturaux ») et sa participation à certains des principaux mouvements de l'art contemporain européen, parmi lesquels se distingue le groupe surréaliste, en ont fait une référence pour plusieurs générations d'architectes. Pendant sa carrière il est en désaccord avec le style international, ce qui a d'abord rendu son architecture incomprise par une partie de ses pairs,mais au cours de la seconde partie du XXe siècle il va devenir l'un des architectes les plus appréciées de l'architecture espagnole pour le XXe siècle.

## Architecture
Sa carrière professionnelle en tant qu'architecte du XXe siècle fait suite à sa décision d'enquêter sur la « moderna tradicióne » et d'appliquer ses recherches à ses projets et travaux construits. Luis Moya Blanco étudie la voûte en tuiles et atteint une grande maîtrise dans son exécution, en les utilisant dans différentes formes et tailles, adaptées à chaque projet,. Cette technique est appliquée dans les maisons d'Usera, dans l'église de l'Universidad Laboral de Gijón (es) ou dans l'une des salles du Musée de l'Amérique,.

### Moderna tradición
Moya Blanco étudie la tradition de la construction architecturale et urbaine afin de trouver des solutions aux défis posés au XXe siècle. Simultanément et dans d'autres parties du monde, des architectes comme Frank Lloyd Wright aux États-Unis et Hassan Fathy en Égypte, qui suivent cette ligne d'investigation du traditionnel pour introduire de nouvelles solutions dans leurs travaux exécutés. Alvar Aalto en Finlande réalise également ses premiers travaux tels que la Villa Mairea en 1938, la Villa à Noormarkku, lorsqu'il étudie la construction traditionnelle en briques.

## Récompenses sélectionnées
- 1935 : 1er prix au concours Hogar-Escuela de huérfanos de Correos dans la Cité universitaire de Madrid[15] ;
- 1936 : chaire de Composición à l'École technique supérieure d'architecture de Madrid[3];
- 1953 : académicien de l'Académie royale des Beaux-Arts Saint-Ferdinand[2];
- 1963 à 1966 : directeur de l'École technique supérieure d'architecture de Madrid[3].

## Œuvres
- Colegio Mayor Universitario Chaminade (es), dans la cité universitaire de Madrid ;
- L'église du Colegio del Pilar de Madrid dans laquelle il adopte la paraboloïde hyperbolique comme génératrice du toit et espace intérieur idéal pour l'élévation spirituelle ;
- La Colonia Tercio y Terol (es) ;

|                                        |
| Église du Colegio del Pilar de Madrid. |

|                              |
| Colonia Tercio y Terol (es). |